# كاتارزينا فيرنر
كاتارزينا فيرنر (بالبولندية: Katarzyna Werner)‏ هي صحفية بولندية، ولدت في 23 نوفمبر 1976 في بوزنان في بولندا.